# Captive Hearts
Captive Hearts (на японски: とらわれの身の上, по английската Система на Хепбърн Toraware no Minoue) е шоджо манга, създадена от японската мангака Мацури Хино.

## Сюжет
Внимание:  Текстът по-долу разкрива сюжета на произведението (или части от него)!
Историята е за семействата Куройши и Когами, които имат странна връзка. За 100 поколения, кланът Куройши трябва да служи на клана Когами с ум, тяло и душа.
За 14 години, всички членове на клана Когами изчезват, и Куройши наследяват къщата и цялото им богатство. Мегуми, синът на главния иконом, Йошими, има луксозен живот и очаква лесно бъдеще. Всичко това приключва, когато неговият ексцентричен баща открива, че има вероятност още един член на клана Когами да е жив и здрав в Китай.
Със завръщането на наследничката, мечтите на Мегуми за луксозен живот са разбити. Той ще научи за „проклятието“, под което е кланът му. При първата си среща с новозавърналата се Сузука, той ще коленичи пред нея, целуне нейната ръка и приветства господарката с добре дошла. Той дори ще я занесе на ръце в къщата.
Историята продължава, разкривайки подробности за проклятието, на фона на новозаформила се романтична връзка между слуга и господар. Не е необходимо, да се каже, че сюжетът на мангата се развива около търсенето на начин за премахването на проклятието, тъй като Сузука е смутена, че Мегуми ще трябва да страда от това проклятие, заради което неговата свобода е осуетена. Историята ще покаже, че дори в забързани ситуации, истинските чувства могат да надделеят над лъжливите.

## Главни герои
- Мегуми Куройши (на японски: クロイシ メグミ, Kurōishi Megumi) – син на главния иконом Йошими Куройши. Мегуми е 20-годишен студент, който обича лесния живот в имението на Когами. Един ден, липсващ член на този клан се завръща от Китай – Сузука Когами. Тогава Мегуми научава за проклятие, което съществува отпреди 100 поколения. Всеки път, когато погледне в очите Сузука, той е завладяван от проклятието, превръщайки се в слуга, който се обръща към господарката си с думите „химе“ или „принцеса“.

- Сузука Когами (на японски: コガミ スズカ, Kōgami Suzuka) – единствената наследничка на клана Когами. Сузука е главната героиня и три години по-млада от Мегуми. Тя е тригодишна, когато родителите ѝ я завеждат в Китай и никога не се завръщат. Хората, които са изпратени да ги намерят, твърдят че семейството е мъртво. Четиринайдесет години по-късно, я откриват, като единствения оцелял член на Когами, живееща в китайски приют. Тя се завръща в Япония, за да се срещне с Мегуми. Сузука е обучавана от него на японски. Той ѝ разкрива с японско/китайско канджи, причината за неговия променлив характер.